# Reshef

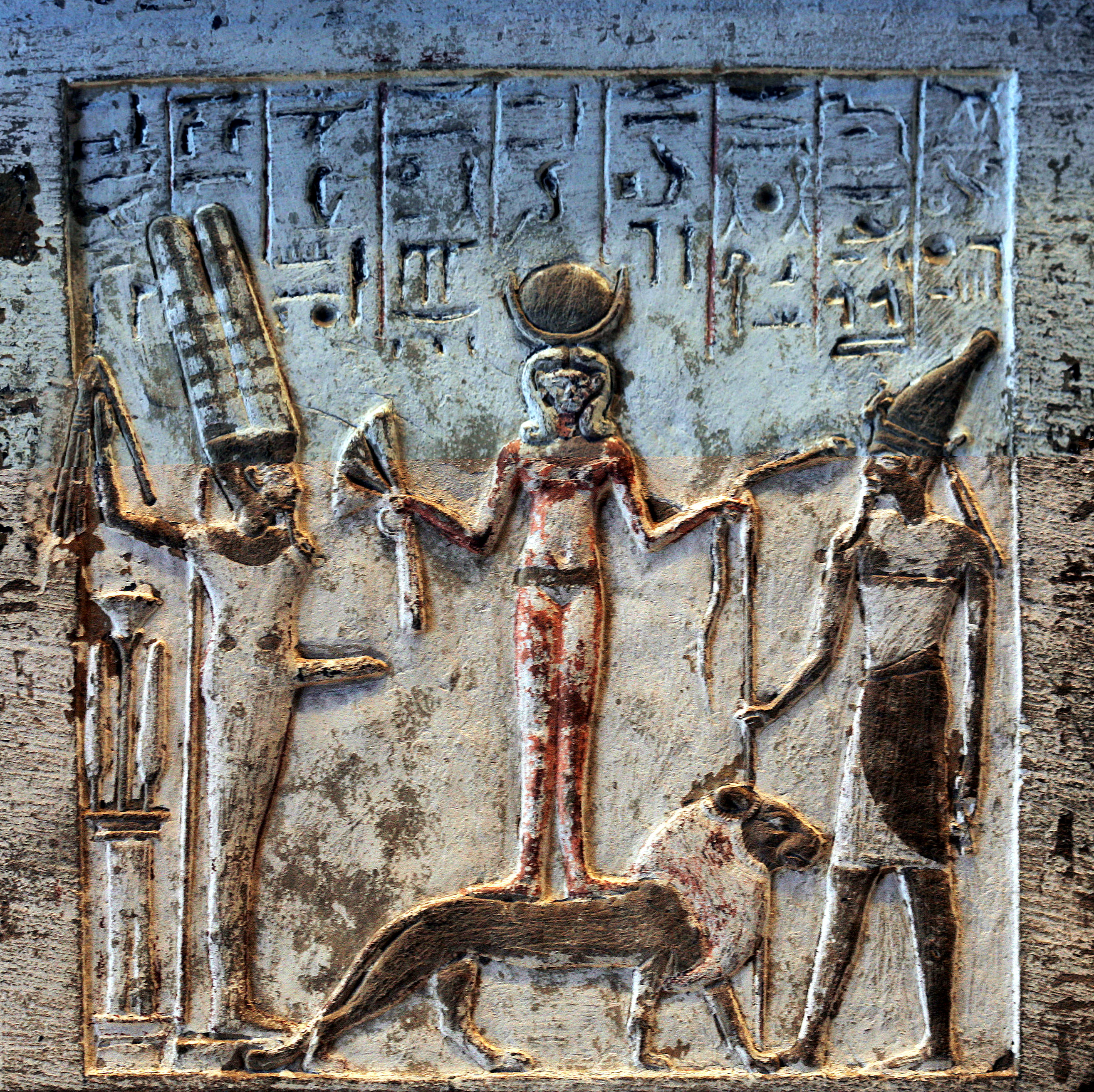
Reshef (a destra) raffigurato sulla stele di Qadesh.

Originariamente dio siriano della guerra e della pestilenza, durante il corso della Diciottesima Dinastia Reshef (Reshep, Resheph o Reshef (in lingua canaanita ršp) fu introdotto in Egitto al seguito dell'invasione degli Hyksos, essendo poi accostato alla figura di Seth e venendo quindi annoverato nel pantheon egizio, probabilmente a causa della venerazione di cui godeva presso l'influente comunità siriana. Il termine è presente come etimo in lingua ebraica con il significato di "fiamma, fulmine" (Salmi 78:48), da cui derivano significati figurativi, come "freccia" (Libro di Giobbe 5:7) e "febbre che infiamma" (Deuteronomio 32:24).. 
Reshef è generalmente raffigurato in forma umana, stante ed armato di lancia e scudo, nell'atto di brandire un machete o un'ascia sopra la propria testa. La barba appare acconciata secondo l'uso siriano, mentre sul capo indossa la bianca corona dell'Alto Egitto, dalla quale emerge una testa di gazzella sulla parte frontale. La presenza della gazzella - suo attributo caratteristico prevalente - connette iconograficamente Reshef al dio Seth, ma è il tebano Montu, dio della guerra anch'egli, a presentare con questo maggiori affinità. Per la sua capacità di controllare e scatenare malattie e pestilenze, presso i greci venne accostato ad Apollo ed al vedico Rudra, mentre le caratteristiche marziali e belligeranti di Reshef ne hanno spesso favorito l'occasionale paragone con le figure di Marte e del dio babilonese della morte Nergal. I fenici si riferirono a lui come Resheph Gen (‘Reshep del Giardino’) e Baal Chtz (‘Signore delle frecce’), mentre gli ittiti lo hanno descritto come il dio cervo o il dio gazzella. A Larnaca, Cipro, Reshef aveva l'epitteto di ḥṣ, inteso come "arco" da Javier Teixidor, che, di conseguenza, interpretava Resheph come dio delle malattie, comparabile ad Apollo, le cui frecce portarono la peste contro gli Achei (Iliade I.42-55). Reshef compare anche in testi mitologici ugaritici come il poema epico di Kirta.
L'attitudine marziale di Reshef ed il suo temperamento bellicoso lo hanno reso adatto ad incarnare gli ideali regali di un'epoca in cui la potenza militare testimoniava il prestigio dei suoi monarchi; un esempio di ciò proviene dalla stele che Amenhotep II (XVIII dinastia egizia) fece erigere in prossimità della Sfinge di Giza, sulla quale Reshef ed Astarte sono raffigurati nell'atto di vegliare il faraone, mentre questi prepara i suoi cavalli per la guerra; ulteriori elementi comprovano la sua elevata posizione all'interno della gerarchia celeste: diversi epiteti lo riveriscono come ‘Signore del cielo’ o ‘Signore dell'Eternità', mentre una regione delle sponde orientali del Nilo era conosciuta come ‘Valle di Reshep’. L'antica città di Arsuf in Palestina, ha conservato il nome di Reseph, anche se il suo culto è cessato da migliaia di anni.
Considerato lo sposo della dea Qadesh e padre di Min (sebbene altre fonti lo identifichino come compagno della dea Itum), in veste di ‘colui che esaudisce le preghiere’ il culto beneaugurale di Reshef si diffuse presso tutti gli strati sociali, garantendo ricchezza e benessere ai propri devoti; in aggiunta a ciò, la potenza combattiva del dio poteva volgersi a contrastare le malattie che affliggevano la comune popolazione: il testo di un'antica formula apotropaica invoca il nome di Reshef, insieme a quello di Astarte, come rimedio all'azione del demone cui si attribuiva la causa dei dolori addominali. Nel suo duplice aspetto di divinità guerriera e guaritrice, capace di coniugare in sé le opposte polarità di vita e morte, Reshef era conosciuto in Egitto e nel vicino Oriente come Reshep-Shulman.